# Opistophthalmus fossor
Espèce
Opistophthalmus fossor est une espèce de scorpions de la famille des Scorpionidae.

## Distribution
Cette espèce est endémique du Cap-Occidental en Afrique du Sud.

## Description
Le mâle syntype mesure 93 mm et la femelle syntype 89 mm.

## Publication originale
- Purcell, 1898 : Descriptions of new South African scorpions in the collection of the South African Museum. Annals of the South African Museum, vol. 1, p. 1–32 (texte intégral).